# ناحیه سومبات‌هی
ناحیهٔ سومبات‌هِی (به مجاری: Szombathelyi járás) یک ناحیه در مجارستان است که در شهرستان واش واقع شده‌است. ناحیهٔ سومبات‌هی ۶۴۶٫۳۶ کیلومتر مربع مساحت و ۱۱۲٬۳۲۰ نفر جمعیت دارد.